# Dragon Power Mugendai
Dragon Power Mugendai (estilizado como "Dragon Power ∞") é um single de Hironobu Kageyama lançado pela Forte Music Entertainment em 21 de julho de 1994.

## Produção
A faixa-título foi composta para o 11º filme da franquia Dragon Ball Z, Dragon Ball Z: O Combate Final: Bio-Broly. Já o lado B é uma image song.
As letras ficaram por conta de Yukinojo Mori, que já participou de inúmeras canções da franquia, tendo inclusive escrito "Cha-La Head-Cha-La", "WE GOTTA POWER", e "Bokutachi wa Tenshi Datta". Também escreveu "Genkai Toppa x Survivor", Dragon Ball Super; e a abertura do mais recente anime da franquia, Dragon Ball Daima, chamada "Jaka Jaan".
A composição de "Dragon Power Mugendai" foi feita por Tetsuji Hayashi, que compôs músicas por mais de cinco décadas no cenário da música pop japonesa, além de muitas músicas para animes, como "Kiseki no Big Fight".

## Legado
Ambas as faixas foram inclusas em álbuns comemorativos do anime, como Dragon Ball Z Box Chou Zenshuu ~Saikyou Onna Densetsu~ e Dragon Ball Z Best Song Collection "Legend of Dragonworld".

## Faixas
| N.º            | Título                                                        | Letras         | Música          | Arranjo        | Duração |  |
| 1.             | "Dragon Power Mugendai" (vocal: Hironobu Kageyama)            | Yukinojo Mori  | Tetsuji Hayashi | Osamu Totsuka  | 4:11    |  |
| 2.             | "Chīsana Senshi ~Goten to Trunks no Theme~" (vocal: Shin Oya) | Y. Mori        | T. Hayashi      | O. Totsuka     | 3:10    |  |
| Duração total: | Duração total:                                                | Duração total: | Duração total:  | Duração total: | 7:21    |  |

## Créditos[8]
Vocais: Hironobu Kageyama e Shin Oya
Composição: Tetsuji Hayashi 
Letras: Yukinojo Mori 
Arranjos: Osamu Totsuka 